# Liste der Baudenkmale in Heinrichswalde
In der Liste der Baudenkmale in Heinrichswalde sind alle denkmalgeschützten Bauten der vorpommerschen Gemeinde Heinrichswalde und ihrer Ortsteile aufgelistet. Grundlage ist die Veröffentlichung der Denkmalliste des Kreises Uecker-Randow mit dem Stand vom 1. Februar 1996. 

## Baudenkmale nach Ortsteilen

### Heinrichswalde
| ID | Lage                                        | Bezeichnung                 | Beschreibung | Bild |
| -- | ------------------------------------------- | --------------------------- | ------------ | ---- |
|    | Dorfstraße 2 (Karte)                        | Wohnhaus                    |              |      |
|    | Dorfstraße 43 (Karte)                       | Wohnhaus mit Stallscheune   |              |      |
|    | Dorfstraße 54 (Karte)                       | Bauernhaus mit Stallscheune |              |      |
|    | Dorfstraße 98 (Karte)                       | Wohnhaus                    |              |      |
|    | Dorfstraße (Karte)                          | Kopfsteinpflaster und Allee |              |      |
|    | (Karte)                                     | Holländerwindmühle          |              |      |
|    | Max-Reimann-Straße 14 (Schulstraße) (Karte) | Schule                      |              |      |

## Quelle
- Bericht über die Erstellung der Denkmallisten sowie über die Verwaltungspraxis bei der Benachrichtigung der Eigentümer und Gemeinden sowie über die Handhabung von Änderungswünschen (Stand: Juni 1997)

- Karte mit allen Koordinaten:
- OSM |
- WikiMap